# Енцефаліт Джеймстаунського каньйону
Енцефаліт Джеймстаунського каньйону (англ. Jamestown Canyon encephalitis) — інфекційне захворювання, спричинене вірусом Джеймстаунського каньйону, ортобуньявірусом каліфорнійської серогрупи. Зазвичай він поширюється влітку різними видами комарів родів Culiseta, Aedes та Anopheles у Сполучених Штатах і Канаді.
Багато випадків цієї хвороби перебігають безсимптомно, проте співвідношення маніфестних (симптомних) і безсимптомних форм невідоме. У пацієнтів із симптомами початкові прояви неспецифічні, включаючи гарячку, втому та головний біль. Деякі пацієнти також скаржаться на респіраторні симптоми, такі як кашель, нежить та біль у горлі. У деяких пацієнтів може розвинутися серозний менінгіт або енцефаліт із судомами і зміненим психічним статусом. У близько половини відомих випадків цієї хвороби хворі були госпіталізовані, але летальні випадки були рідкісними.

## Етіологія
Вірус належить згідно з класифікацією за Балтимором до V групи «Негативно спрямовані одноланцюгові РНК-віруси», входить до роду Orthobunyavirus. Вперше був виділений у 1961 році від комарів роду Culiseta в Джеймстауні, штат Колорадо.

## Епідеміологічні особливості
Передача хвороби відбувається трансмісивно через укус комарів. Не повідомлялося про випадки зараження внаслідок переливання крові, тобто немає гемоконтактної передачі. Історично більшість випадків енцефаліту відбулися на півночі материкової частини Сполучених Штатів. Захворювання, швидше за все, має ширше поширення, але про це не повідомляється, оскільки тестування не проводиться та й не є простим.

## Клінічні прояви
Інкубаційний період становить 2-14 днів. Хвороба починається гостро, з'являється, як правило, не критична для хворого гарячка.

## Діагностика
У підозрілих випадках проводиться імунофлюоресцентне дослідження слизу з носа, глотки, спинномозкової рідини та імуноферментний аналіз. Діагноз надалі нерідко підтверджують за допомогою тесту нейтралізації зменшення бляшок. Однак невідомо, як довго антитіла можна виявити в сироватці після інфікування вірусом Джеймстаунського каньйону; тому позитивний тест на антитіла може відображати минулу інфекцію.

## Лікування
Етіотропного лікування немає. Проводиться ситуативна патогенетична терапія.

## Профілактика
Вакцини проти вірусу Джеймстаунського каньйону для людей не доступні. За відсутності вакцини профілактика зараження ґрунтується на заходах особистого захисту від комарів — використання репелентів, носіння сорочок і штанів із довгими рукавами, обробку одягу та спорядження 0,5 % перметрином та вжиття ефективних заходів для боротьби з комахами в приміщенні й на вулиці.